# Bernhardshof (Abtsgmünd)
Bernhardshof ist ein Einzelhof von Abtsgmünd-Hohenstadt im Ostalbkreis in Baden-Württemberg.

## Beschreibung
Der Hof liegt etwa eineinhalb Kilometer nordöstlich von Hohenstadt und vier Kilometer nordwestlich des Kerns von Abtsgmünd im Tal des Kochers, nur etwa 100 Meter von diesem entfernt.
Naturräumlich liegt der Bernhardshof im Sulzbacher Kochertal, welches in den Schwäbisch-Fränkischen Waldbergen liegt.

## Geschichte
Der Bernhardshof war im 18. Jahrhundert ein zu Reichertshofen gehörender Halbhof.